# 1309
Cette page concerne l'année 1309  du calendrier julien. Pour l'année 1309 av. J.-C., voir 1309 av. J.-C.
L'année 1309 est une année commune qui commence un mercredi.

## Événements
- 6 janvier[1] : Henri de Luxembourg est couronné empereur romain germanique à Aix-la-Chapelle.
- 13 janvier : le pape Clément V, ancien évêque du Comminges, se rend à Saint-Gaudens, (Haute-Garonne). Le 20, il fulmine la bulle « Vita perennis gloria », qui reconnaît le caractère authentique des reliques de saint Gaudens, martyr des Wisigoths vers l'an 475, et accorde de nombreuses indulgences pour encourager les pèlerinages au sanctuaire[2].
- 9 mars : l'ancien évêque de Bordeaux devenu le pape Clément V se fixe à Avignon. Début de la papauté d'Avignon (jusqu'en 1378)[3].
- 3 juin, Constance : la Ligue Éternelle Suisse est reconnue par l'empereur germanique Henri VII de Luxembourg[4].
- 26 juillet : le Pape Clément V reconnait l'élection de l'empereur germanique Henri VII et lui promet le couronnement impérial pour la Chandeleur 1312[5].
- 15 août : prise de Rhodes par les Hospitaliers[6].
- 8 septembre : couronnement par le pape à Avignon de Robert d'Anjou, le Sage, roi de Naples[7] (fin de règne en 1343).
- 12 septembre : mariage d'Alphonse IV de Portugal avec Béatrice de Castille.
- 14 septembre : la forteresse de Malbork (Marienburg) devient le quartier général de l'Ordre Teutonique.
- 19 septembre[8] : Ferdinand IV de Castille s’empare provisoirement de Gibraltar (fin en 1333).
- 9 octobre, Amiens[9] : premier procès d'Artois devant la Cour des pairs du roi de France : Robert III d'Artois conteste à sa tante Mahaut d'Artois la possession du comté d'Artois. Philippe IV le Bel tranche en faveur de Mahaut. Par compensation, Robert reçoit le comté de Beaumont-le-Roger et la seigneurie de Conches-en-Ouche.

- 31 octobre : Malik Kafur, général du sultanat de Delhi, conquiert le royaume de Telingana dans le Deccan[10].

- Le khan de Djaghataï Talikou est assassiné sur ordre de parents de Douwa lors d'un banquet (1308 ou 1309). Le fils cadet de Douwa, Kebek, monte sur le trône de Djaghataï (fin en 1326). Djeper, dernier khan de la branche d’Ögödei, est battu par le khan Kebek et se réfugie à Pékin. Après la victoire de Kebek, le quriltay de 1309 décide de donner le trône à un autre fils de Douwa, Esen-bouqa[11]. À la mort d'Esen-bouqa en 1318 un nouveau quriltay remet Kebek sur le trône.

- Le pali commence à remplacer le sanskrit dans les écrits bouddhistes au Cambodge[12].
- Opizzimo Spinola seul capitaine du peuple à Gênes après avoir déposé son collègue Barnado Doria (fin en 1310)[13].
- Dévaluation de la monnaie en France[14].